# عبد الرحيم الحصني
عبد الرحيم عبد القادر الحصني (1929 - 27 أبريل 1992) شاعر سوري. ولد في حمص في سوريا ودرس فيها ثم في الكلية الشرعية، وتخرّج بها. عمل موظفًا في بلدية حمص، ثم تفرّغ لاتحاد الكتاب العرب في فرع حمص. توفي فيها. له دواوين شعرية. 

## سيرته
ولد عبد الرحيم بن عبد القادر الحصني سنة 1929 م / 1348 هـ في حمص ونشأ فيها. درس الإعدادية والثانوية في المدرسة الشرعية فيها، وتخرج منها. عمل بعد تخرجه في بلدية حمص، ثم تفرغ للعمل في فرع اتحاد الكتاب العرب في حمص. انتخب عضواً في المجلس الأعلى لرعاية الفنون والآداب والعلوم الاجتماعية، واتحاد الكتاب العرب بجمعية الشعر. 
أصيب بمرض عضال وتوفي في 27 أبريل 1992/ 25 شوال 1412 في مسقط رأسه.

## شعره
بدأ بنظم الشعر عام 1949 ونشر أولى قصائده عام 1951. حضر العديد من الندوات والمؤتمرات والمهرجانات الأدبية والشعرية في سوريا والبلاد العربية والأوربية كمهرجان البحتري بدمشق 1961، ومهرجان أبي فراس الحمداني بحلب 1964، ومهرجان محمد إقبال بدمشق 1964، ومهرجان الشريف الرضي باللاذقية 1964، ومؤتمر الأدباء العرب الثامن بدمشق 1971، ومؤتمر الأدباء العرب بدمشق 1979، ومؤتمر ابن عساكر 1979. اختير بعض شعره في الكتب الثانوية والجامعية.

## جوائزه
حصل على درع نادي مكة الثقافي، وميداليتين برونزيتين من الاتحاد السوفييتي السابق، والوسام الذهبي للشعر من بلغاريا، وميداليتين برونزيتين من بلغاريا، وعلى الجائزة التقديرية من معهد التراث العلمي بحلب.

## مؤلفاته
من دواوينه الشعرية :
- أمواج، 1974
- أناشيد متمرّدة، 1982
- ألحان ثائرة، 1982
- ملحمة التلّة البلغارية، 1981